# Masud (Syria)
Masud (arab. مسعود) – miejscowość w Syrii, w muhafazie Hama. W 2004 roku liczyła 1625 mieszkańców.